# Mercedes-AMG GT3
Der Mercedes-AMG GT3 ist ein nach dem FIA-GT3-Reglement aufgebauter Rennwagen der Mercedes-AMG auf Basis des Mercedes-AMG GT.
Das Fahrzeug wurde erstmals 2015 beim Genfer Auto-Salon der Öffentlichkeit präsentiert. Seit Ende 2015 wird der Rennwagen an Kundenteams ausgeliefert. Der Mercedes-AMG GT3 wurde für Sprint- und Langstreckenrennen nach dem seriennahen FIA-GT3-Reglement entwickelt. Er ist entsprechend dem Reglement in Leichtbau-Technik, mit einem Rennfahrwerk, renntauglicher Bremsanlage und Aerodynamik aufgebaut.
Ende 2019 wurde ein EVO-Paket für den Mercedes AMG GT3 präsentiert, es umfasst unter anderem einen deutlich größeren Kühlergrill und veränderte Scheinwerfer.

## Fahrzeugkonzept

### Motorisierung
Beim Mercedes-AMG GT3 wurde der aus dem Vorgängermodell SLS AMG GT3 bewährte und zusätzlich verbesserte AMG 6,2-Liter-V8-Saugmotor mit Trockensumpfschmierung übernommen; er ist vorn eingebaut. Ein sequenzielles Sechsgang-Renngetriebe der GT3-Variante ist an der Hinterachse angeordnet. Motor und Getriebe verbindet ein Rohr (sogenanntes Torque Tube), in dem wie bei der Straßenversion eine Welle aus kohlenstofffaserverstärktem Kunststoff (CFK, „Carbon“) mit Motordrehzahl rotiert. Diese Transaxle-Bauweise ermöglicht eine ausgewogene Gewichtsverteilung und bewirkt sowohl besseres Fahrverhalten als auch höhere Traktion.

### Rennfahrwerk
Die Räder vorn und hinten sind an Doppelquerlenkern aus geschmiedetem Aluminium aufgehängt. Gegenüber dem Basisfahrzeug wurde die Spur verbreitert. Zusätzlich ermöglichen unterschiedliche Einstellungen an Federn und den Bilstein-Dämpfern, der Fahrzeughöhe, den Stabilisatoren sowie an Spur und Sturz eine individuelle Abstimmung auf die Rennstrecken. Die Zahnstangenlenkung wird von einem Servo unterstützt. Der Wagen hat 18 Zoll große Leichtmetallräder mit Zentralverschluss, profillose Rennreifen und eine Rennsportbremsanlage mit innenbelüfteten Bremsscheiben und Renn-Antiblockiersystem. Fest eingebaute pneumatische (Druckluft-)Wagenheber unterstützen schnelle Radwechsel.

### Exterieur
Die Karosserie des Coupés wurde aerodynamisch modifiziert, sichtbar nicht nur an der neuen Frontschürze mit Splitter, der Motorhaube mit zentralem Kühlluftaustritt, sondern auch an den seitlichen Radhausentlüftungen, den Seitenschwellern mit Kühlkanälen für die Hinterachsbremsen, dem glatten Boden mit Heckdiffusor und dem verstellbaren Heckflügel. Dadurch wurden Abtrieb und Kühlung verbessert. Zwischen B- und C-Säule befinden sich die Tankstutzen für die Schnelltankanlage. Um das Fahrzeuggewicht unter die erlaubten 1300 kg zu senken, sind zahlreiche Teile aus CFK gefertigt.

### Sicherheitsausstattung
Der Überrollkäfig aus Stahl nach FIA-GT3-Reglement versteift zusätzlich das Fahrzeugchassis. Ähnlich wie in den DTM-Fahrzeugen von Mercedes-Benz befindet sich die individuell angepasste Sitzschale in einer fest montierten Sicherheitszelle aus hochfestem CFK; außerdem wird der Fahrer mit einem Sechspunktgurt und HANS-System (Head and Neck Support) geschützt. Damit unterschiedlich große Fahrer Platz haben, kann die Position der Pedalbox verstellt werden. Das Fahrzeug ist mit den vorgeschriebenen CFK-Sicherheitstankbehältern und einer Feuerlöschanlage ausgestattet. Des Weiteren gibt es im Dach des Wagens eine Rettungsluke.

### Cockpit
Das zentrale Display im Blickfeld des Fahrers informiert über alle wichtigen Parameter wie Geschwindigkeit, Motordrehzahl, Betriebstemperaturen, Rundenzeiten und die aktuelle Gangwahl. Das Rennlenkrad ist mit Schaltwippen ausgestattet, damit während der Gangwechsel die Hände nicht vom Lenkrad genommen werden müssen. Auf der Mittelkonsole sind die Bedienelemente für die Justierung der Antriebsschlupfregelung, den Rückwärtsgang, die Bremsbalance und die integrierte Feuerlöschanlage angebracht.

### Technische Daten

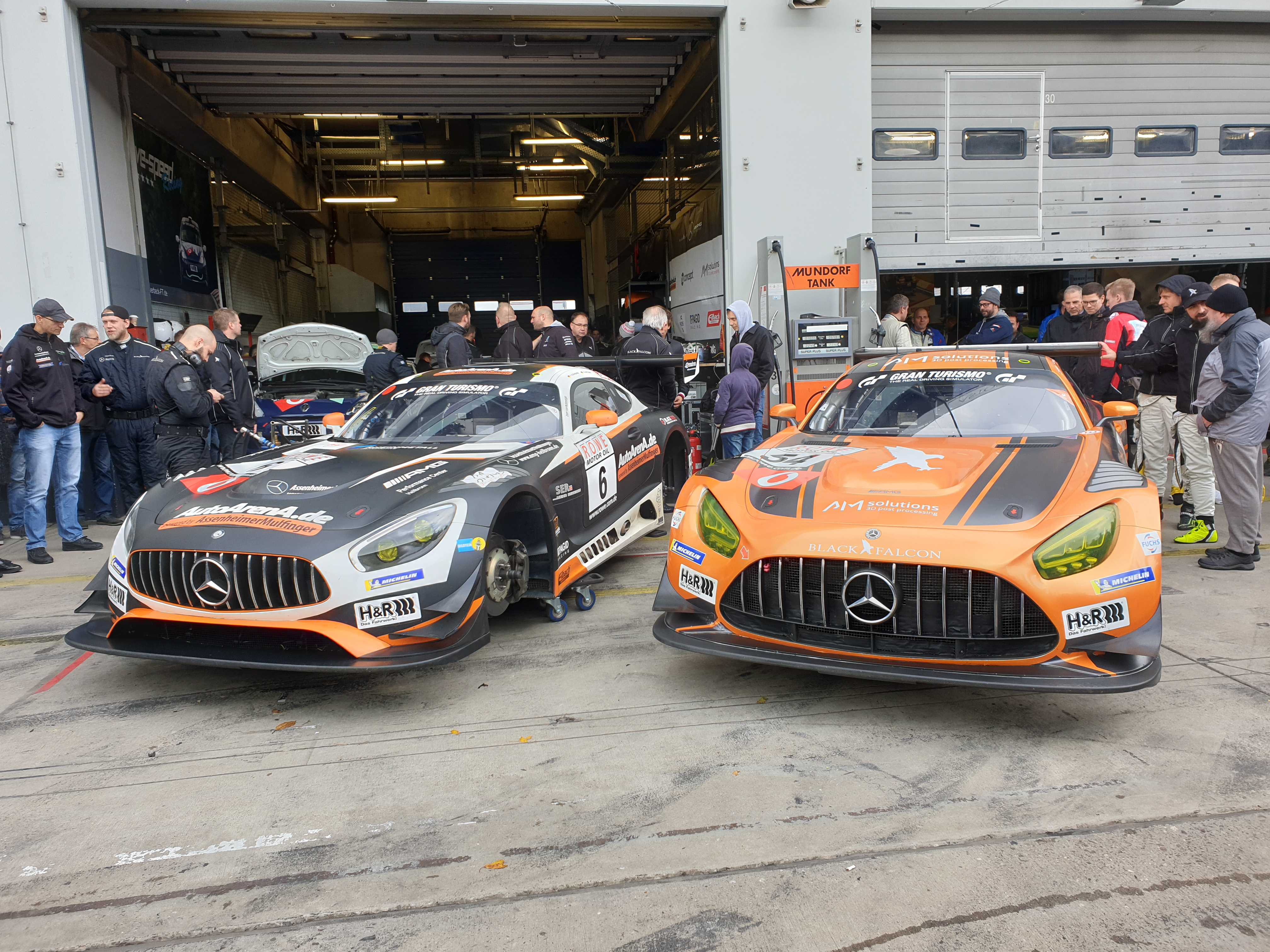
Mercedes AMG GT3 - Links Non-Evo Rechts EVO

| Motor und Getriebe | Motor und Getriebe               |
| ------------------ | -------------------------------- |
| Motorbauart        | V8-Saugmotor                     |
| Hubraum            | 6.300 cm³                        |
| Bohrung × Hub      |                                  |
| Verdichtung        |                                  |
| Max. Leistung      | ca. 400 kW / 545 PS bei 7300/min |
| Max. Drehmoment    | ca. 650 Nm bei 4800/min          |
| Max. Drehzahl      |                                  |
| Getriebe           | 6 Gänge, sequentiell             |
| Maße und Gewichte  |                                  |
| Länge              | 4.746 mm                         |
| Breite             | 2.049 mm                         |
| Höhe               | 1.238 mm                         |
| Radstand           | 2.625 mm                         |
| Spurweite          |                                  |
| Fahrzeuggewicht    | ca. 1285 kg                      |
| Tankinhalt         |                                  |
| Kraftstoffsorte    | Super Plus (102 Oktan)           |
| Quellen:           |                                  |

## Kundenteams und Renneinsätze

### GetSpeed Performance
Seit 2018 fährt das ehemalige Porsche Customer Racing Team aus Meuspath in der VLN Langstreckenmeisterschaft Nürburgring als Mercedes-AMG Team. Nach nur 2 Jahren wurde aus dem Customer Racing Team das Mercedes-AMG Team GetSpeed und somit offizielles AMG-Werksteam. In der aktuellen Saison 2020 betreut das Team, neben dem Werkseinsatz in der NLS, zwei weitere Kunden in der VLN Langstreckenmeisterschaft Nürburgring (Mercedes-AMG GT3 / Pro-Am und AM), einen Mercedes-AMG GT3 in der GT Open, sowie einen Mercedes-AMG GT3 in der Blancpain Endurance Series (jetzt GT World Challenge Endurance). Beim Jahreshighlight, dem 24-Stunden-Rennen auf dem Nürburgring setzt das Team gleich 3 Fahrzeuge in der höchsten Kategorie ein.

### Akka ASP
2016 tritt Akka ASP mit drei Mercedes-AMG GT3 in der Blancpain Sprint Series ein. Davon fahren zwei GT3 mit einer anderen Besetzung auch in der Blancpain Endurance Series.

### Black Falcon
In der Saison 2016 setzte Black Falcon mindestens drei Mercedes-AMG GT3 ein. Man startete unter anderem beim 24-Stunden-Rennen auf dem Nürburgring, in der Blancpain Endurance Series und in der VLN. Das 24-Stunden-Rennen auf dem Nürburgring 2016 konnte man mit dem Gesamtsieg beenden, ein zweiter Wagen beendete das Rennen auf Platz 4 und ein dritter eingesetzter GT3 fiel während des Rennens aus.

### HARIBO Racing Team
Das HARIBO Racing Team tritt 2016 mit zwei Mercedes-AMG GT3 in der VLN an. Mit diesen Fahrzeugen nahm man auch am 24-Stunden-Rennen auf dem Nürburgring teil. Das Rennen konnte ein Wagen auf dem dritten Platz in der Gesamtwertung beenden. Den anderen Wagen nahm das Team selbst aus dem Rennen.

### HTP-Motorsport
HTP setzte 2016 mindestens vier Mercedes-AMG GT3 ein. Drei GT3 fuhren in der Blancpain Sprint Series, davon fahren zwei Wagen gleichzeitig mit anderer Besetzung in der Blancpain Endurance Series. Außerdem war HTP in der VLN vertreten und nahm auch am 24-Stunden-Rennen auf dem Nürburgring teil. Beim 24-Stunden-Rennen auf dem Nürburgring erreichte ein Wagen den 2. Platz in der Gesamtwertung, nachdem man in der letzten Runde die Führung verloren hatte. Ein weiterer GT3 fiel während des Rennens aus und ein vierter gemeldeter GT3 startete nicht.
2017 weitete das Team sein Engagement noch einmal deutlich aus. In der Blancpain Sprint Series ging man mit drei Fahrzeugen an den Start, die von den Fahrerpaarungen Franck Perrera (F) / Maximilian Buhk (D), Fabian Schiller (D) / Jules Symkowiak (NL) sowie Jimmy Eriksson (S) / Dominik Baumann (A) pilotiert wurden. Zusätzlich starteten Baumann / Sandström / Schiller im Blancpain GTSeries Endurance Cup, ein zweiter Mercedes-AMG GT3 wurde für Michael Avenatti (USA), Damien Faulkner (IRL) und Mike Skeen (USA) eingesetzt.
Nach einjähriger Pause sowie dem Markenwechsel zurück von Bentley zu Mercedes nahm HTP-Motorsport 2017 auch wieder am ADAC GT Masters teil. Hier sind Patrick Assenheimer (D) und Indy Dontje (NL) genannt. Außerdem gab Ex-Champion Maximilian Götz (D) nach zwei Jahren im Deutschen Tourenwagen Masters (DTM) sein Comeback im ADAC GT Masters. Komplettiert wurde das Aufgebot von Neuling Marvin Kirchhöfer (D), der 2012 das ADAC Formel Masters gewann und zuletzt in der GP2-Serie unterwegs war.
Das dritte Standbein der Mannschaft um Teamchef Norbert Brückner bilden nach wie vor die Einsätze in der Langstreckenmeisterschaft Nürburgring (VLN) sowie dem 45. Int. Zurich ADAC 24h-Rennen.

### Zakspeed
In der Saison 2016 setzt Zakspeed insgesamt drei Mercedes-AMG GT3 ein. Davon werden zwei in der ADAC GT Masters eingesetzt. Dort lag man nach drei Läufen auf dem 4. Rang der Teamwertung. Der dritte GT3 wird bei Langstreckenrennen der Blancpain Endurance Series und der VLN eingesetzt. Mit diesem Fahrzeug nahm man auch am 24-Stunden-Rennen auf dem Nürburgring teil und erreichte 6. Platz in der Gesamtwertung.

## Erfolge
- 2016 – 1. bis 4. Platz beim 24-Stunden-Rennen auf dem Nürburgring[13]
- 2016 – Meister Blancpain GT Series (HTP Motorsport in der Team-, Maximilian Buhk und Dominik Baumann in der Fahrerwertung)[14]
- 2017 - 1. Platz FIA GT3 World Cup[15]
- 2018 – Meister ADAC GT Masters-Teamwertung (Mann-Filter Team HTP)[16]
- 2018 – Meister Blancpain GT Series (AKKA ASP in der Team- und Raffaele Marciello in der Fahrerwertung)
- 2018 – Meister Blancpain GT Series Endurance Cup (Black Falcon in der Team-, Maro Engel, Luca Stolz und Yelmer Buurman in der Fahrerwertung)[17]
- 2018 – Meister Blancpain GT Series Sprint Cup-Fahrerwertung (Raffaele Marciello und Michael Madows)[18]
- 2018 – Meister Super GT, Klasse GT300 (K2 R&D LEON RACING in der Team-, Haruki Kurosawa und Naoya Gamou in der Fahrerwertung)[19][20]